# Saison 3 de Legion
Chronologie
Saison 2
Cet article présente le guide des huit épisodes de la troisième et dernière saison de la série télévisée américaine Legion.

## Généralités
- Aux États-Unis, la saison a été diffusée à partir du 24 juin 2019 sur FX.
- Au Canada, elle a été diffusée en simultané sur FX Canada.

## Distribution

### Acteurs principaux
- Dan Stevens (VF : Damien Witecka) : David Haller
- Rachel Keller (VF : Ana Piévic) : Sydney « Syd » Barrett
- Aubrey Plaza (VF : Alice Taurand) : Lenny Busker
- Bill Irwin (VF : Bertrand Liebert) : Cary Loudermilk
- Amber Midthunder (VF : Aurélie Konaté) : Kerry Loudermilk
- Jeremie Harris (en) (VF : Antoine Fleury) : Ptonomy Wallace
- Hamish Linklater (VF : Frédéric Popovic) : Clark Debussy
- Navid Negahban (VF : Omar Amary) : Amahl Farouk / Shadow King
- Lauren Tsai (VF : Geneviève Doang) : Jia-Yi / Switch[1]

### Acteurs récurrents
- Harry Lloyd (VF : Stanislas Forlani) : Charles Xavier / Professeur X[2]
- Stephanie Corneliussen (VF : Barbara Kelsch) : Gabrielle Haller (en)[2]
- Vanessa Dubasso : Saumon
- Keir O'Donnell : Daniel Bohr-Debussy
- Rachele Schank, Marikah Cunningham et Tiffany Feese : les Vermillons

## Épisodes

### Épisode 1:Chapitre 20
- États-Unis /  Canada : 24 juin 2019 sur FX / FX Canada
- France : 25 juin 2019 sur OCS Max

- États-Unis : 377 000 téléspectateurs[3] (première diffusion)

### Épisode 2:Chapitre 21
- États-Unis /  Canada : 1er juillet 2019 sur FX / FX Canada
- France : 2 juillet 2019 sur OCS Max

- États-Unis : 381 000 téléspectateurs[4] (première diffusion)

### Épisode 3:Chapitre 22
- États-Unis /  Canada : 8 juillet 2019 sur FX / FX Canada
- France : 9 juillet 2019 sur OCS Max

- États-Unis : 370 000 téléspectateurs[5] (première diffusion)

### Épisode 4:Chapitre 23
- États-Unis /  Canada : 15 juillet 2019 sur FX / FX Canada
- France : 16 juillet 2019 sur OCS Max

- États-Unis : 277 000 téléspectateurs[6] (première diffusion)

### Épisode 5:Chapitre 24
- États-Unis /  Canada : 22 juillet 2019 sur FX / FX Canada
- France : 23 juillet 2019 sur OCS Max

- États-Unis : 288 000 téléspectateurs[7] (première diffusion)

### Épisode 6:Chapitre 25
- États-Unis /  Canada : 29 juillet 2019 sur FX / FX Canada
- France : 30 juillet 2019 sur OCS Max

- États-Unis : 332 000 téléspectateurs[8] (première diffusion)

- Jemaine Clement (Eugene Bird)
- Jason Mantzoukas (le Loup)

### Épisode 7:Chapitre 26
- États-Unis /  Canada : 5 août 2019 sur FX / FX Canada
- France : 6 août 2019 sur OCS Max

- États-Unis : 288 000 téléspectateurs[9] (première diffusion)

### Épisode 8:Chapitre 27
- États-Unis /  Canada : 12 août 2019 sur FX / FX Canada
- France : 13 août 2019 sur OCS Max

- États-Unis : 365 000 téléspectateurs[10] (première diffusion)